# Qara Qoyunlu
Els Kara Koyunlu o Qara Qoyunlu (àzeri: Qaraqoyunlu; turc: Karakoyunlu; persa: قرا قویونلو; ‘els Xais Negres’) foren un grup o federació de tribus turcmanes que va governar a part de les actuals Iran, Turquia, l'Iraq, Armènia i l'Azerbaidjan del 1375 al 1468. La mateixa tribu Qara Qoyunlu (Baranlu) era d'origen oghuz i després se li van unir altres tribus com els sadlu del Nakhitxevan, els dhukarlu d'Erzurum, els alpaghut de Marash, els baharlu de Hamadan, els karamanlu de Gandja i Bardaa, els djakirlu d'Ardabil, els ayinlu i algunes menors així com la comunitat turcmana coneguda com a Kara Ulus. La història s'estén sobre un període que comença a la meitat del segle xiv, quan era una tribu dependent d'uns vassalls dels djalayàrides, i el 1469 quan el darrer emir fou eliminat pels Aq Qoyunlu dirigits per Uzun Hasan. Entremig van dominar un gran imperi ocupant des del Caucas al golf Pèrsic i des d'Anatòlia Oriental al Gran Khorasan.

## Orígens

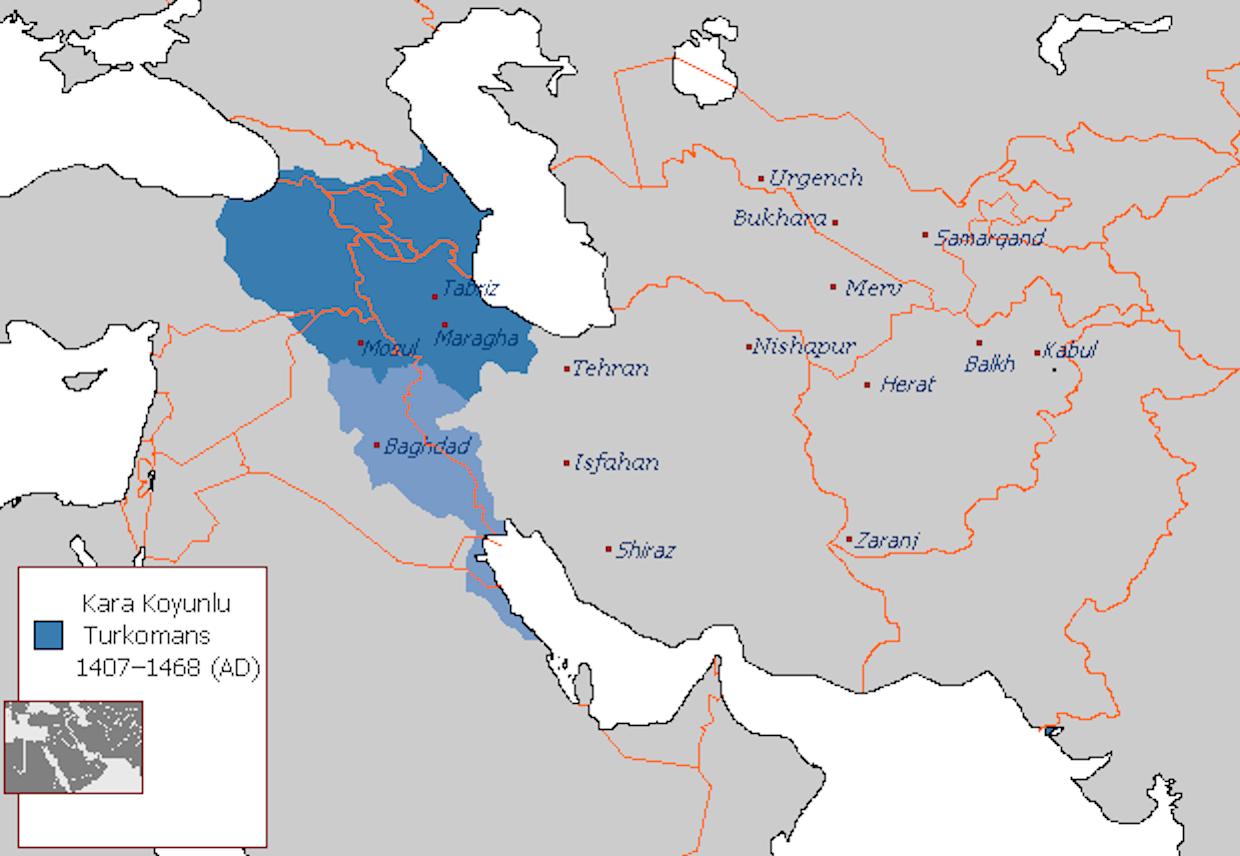
Imperi dels Qara Qoyunlu entre 1407 i 1468

Sota domini mongol els kara koyunlu s'establiren a la regió de Mossul i pasturaven fins al llac Van; en aquest temps estaven subjectes als turcmans uyrat; després aquests foren substituïts (1337) pels sutayli que van dominar l'est i sud-est d'Anatòlia, i els kara koyunlu en van esdevenir igualment vassalls.
Pir Muhammad, cap dels sutayli, va morir assassinat el 1350 per un dels seus emirs de nom Husayn Beg ibn Tay Bugha que va ocupar el seu lloc però al seu torn fou assassinat el 1351 per l'emir Bayram Khodja dels kara koyunlu; no obstant Ordu Bugha, nebot de Husayn Beg, prengué el control de Mossul, però aviat Bayram va imposar la seva hegemonia a les tribus i va entrar a Mossul on va designar al seu germà Berdi Khodja com a governador (nominalment restaven governadors il-kànides, en la pràctica djalayàrides). La major part dels diversos emirs turcs locals de la regió entre Mossul i Akhlat van esdevenir els seus vassalls, però un d'aquests, Malik Mansur, emir ortúquida de Mardin, es va oposar al seu domini i es va queixar al sobirà djalayàrida Uways.
La tribu va viure sota domini mongol, però el 1351, quan ja els il-kànides havien desaparegut, el seu cap Bayram Khoja va començar a exercir certa hegemonia sobre altres tribus.

## Període jalayírida
Aquest va sortir de Bagdad la primavera del 1366, va ocupar Mossul defensada per Berdi Khodja i es va dirigir a Mardin on fou rebut per Malik Mansur i on va passar el mes de maig (ramadà), i després es va dirigir contra Bayram Khan que pasturava per la regió de Muş al Taron. Bayram fou derrotat i va haver de reconèixer a Uways, i obeir les seves ordes, després del qual el djalayàrida es va dirigir amb les seves forces en direcció a Tabriz via Ağrı.
Bayram torna a aparèixer revoltat el 1371 quan va assetjar Mossul que segurament havia quedat en poder d'Uways, i el 1372 quan va ocupar Sindjar. El 1374 va morir Uways i després de la breu pujada (unes hores) al poder de Hasan ibn Uways (assassinat pels emirs), Bayram no va reconèixer al nou sobirà Shaykh Husayn ibn Uways, i es va apoderar de Sürmeli, Ala Kilise, Khoy, Nakhitxevan i altres llocs. Husayn ibn Uways, i l'emir Adil Aka que era qui tenia el poder, van organitzar una expedició contra Bayram que es va haver de sotmetre el 1377 encara que en condicions força suaus. A la seva mort el 1380, Bayram dominava de Mossul a Erzurum.
Llavors es va haver d'enfrontar a l'altre germà jalayírida, Shaykh Ali de Bagdad, i a l'emir Adil (que havia ocupat Rayy on governava un altre germà djalayàrida, Baiazet, el 1383). Un tercer germà, Ahmad ibn Uways, va demanar ajut als kara koyunlu. Shaykh Ali va morir en lluita contra aquests i Adil i Baiazet es van retirar a Sultaniyya. Ahmad va quedar senyor de l'Iraq i l'Azerbaidjan però no es va poder consolidar en aquest darrer territori, primer per atacs de l'Horda d'Or i després de Tamerlà, i es va retirar a Bagdad (1385).
A Bayram el va succeir el seu nebot Kara Mehmed, que el 1382 va obtenir a Nakhitxevan una victòria decisiva sobre el príncep djalayàrida de Bagdad Shahzada Shaykh Ali i el seu general Pir Ali Bardak Beg, que van morir els dos a la lluita. La victòria de Kara Mehmed va facilitar l'arribada al tron djalayàrida d'Ahmed ibn Uways, revoltat a Ardabil, que va derrotar fàcilment al djalayàrida de Tabriz Husayn ibn Uways al que va matar. Kara Mehmed es va aliar amb el nou sobirà Ahmed ibn Uways que es va casar llavors amb la filla del cap dels kara koyunlu. Després va conquerir Djabar i Mardin, i va fer aliança amb Mitahharten d'Erzincan, derrotant a la confederació dels Aq Qoyunlu.

## Enfrontaments amb Tamerlà
El 1387 va fer front a l'atac de Tamerlà als seus territoris i quan es va retirar a Transoxiana va aprofitar per ocupar Tabriz (1388) però va haver de retornar per la revolta d'un dels seus generals, Pir Hasan Beg, en lluita contra el qual va morir el 1389. Una part de les tribus sotmeses no va reconèixer a Pir Hasan i es va unir a l'entorn de Misr Khodja, fill de Kara Mehmed. No obstant aquesta era de caràcter dèbil i els emirs van aclamar emir al seu germà Qara Yússuf (1390). Pir Hasan va morir el 1391 però el seu fill Husayn Beg va mantenir la lluita almenys fins al 1400.
En aquest temps Kara Mehmed es va dedicar a consolidar el seu poder, va derrotar l'emir d'Urfa i Djabar, Döger Salim Beg, que actuava contra els peregrins procedents de Mossul, que va haver de fugir a territori mameluc, va assetjar Mardin on va derrotar Malik Isa i es va casar amb la seva filla i amb el suport de Mitahharten d'Erzincan va derrotar la confederació dels aq qoyunlu que estaven al servei de diversos emirs, i als que va obligar a servir al seu aliat el cadi Burhan al-Din; el 1387 va fer front a l'atac de Tamerlà als seus territoris i quan es va retirar a Transoxiana va aprofitar per ocupar Tabriz (1388) on va deixar una guarnició retornant a Anatòlia oriental on un dels seus principals generals, Pir Hasan Beg (fill de Husayn Beg que havia estat assassinat per Bayram Khodja el 1351) s'havia revoltat. Pir Hasan s'havia destacat en els combats contra Tamerlà i havia adquirit un gran prestigi, el qual va aprofitar per revoltar-se amb la intenció de venjar la mort del seu pare; Pir Hasan va derrotar i matar a Kara Mehmed en combat el 1389, apoderant-se del principat de Mossul.
Però no totes les tribus sotmeses als qara qoyunlu el van reconèixer, i una part es va unir a l'entorn de Misr Khodja, fill de Kara Mehmed. No obstant aquesta era de caràcter dèbil cosa que aviat es va posar en evidència; llavors els emirs van aclamar emir al seu germà Qara Yússuf. Les batalles entre Pir Hasan i Qara Yússuf van causar moltes baixes als dos bàndols però no van tenir un resultat decisiu. Llavors va intervenir Döger Salim Beg de Djabar que va mitjançar per aturar els combats; la mort de Pir Hasan el 1391 no va solucionar finalment el problema, ja que el seu fill Husayn Beg va ocupar el seu lloc.
Aprofitant les absències de Tamerlà, es va apoderar de Tabriz algunes vegades i va fer presoner a Atlamish, governador de l'Awnik (Auniq = Altzniq) i un dels caps de l'exèrcit timúrida, que va enviar a Egipte (1395), però quan Tamerlà va envair Anatòlia oriental (1400) Qara Yússuf va haver de refugiar-se amb el sultà otomà Baiazet I; aquest asil fou l'excusa de Tamerlà per envair els dominis otomans. Quan Tamerlà va entrar a territori otomà, Qara Yússuf va fugir (1402) i va marxar a l'Iraq on va ajudar al seu gendre Ahmad ibn Uways a reprimir una revolta del seu fill; Qara Yússuf, que havia reunit un exèrcit de turcmans per lluitar contra el gran sultà i a l'Iraq, es va apoderar d'Erzincan i va aconseguir recuperar una part del seu antic poder aprofitant la retirada de Tamerlà; però quan va demanar suport a Ahmad aquest no li va enviar. Qara Yússuf va decidir utilitzar les seves forces per envair els dominis djalayàrides i va atacar Bagdad (1403). Tamerlà va marxar cap a la regió, va derrotar Qara Yússuf, i va entrar a Bagdad per tercer cop. Tan Ahmed com Qara Yússuf van haver de fugir pel desert cap a Damasc, on varen aconseguir arribar i van ser rebuts pel governador mameluc Shaykh, que va comunicar la seva arribada al Sultà, que es va sentir molt incòmode amb els nous hostes i va ordenar empresonar-los, i més tard va ordenar executar-los, orde que el governador Shaykh va desobeir.
Shaykh va alliberar els seus dos presoners, els va donar provisions i va deixar sortir del país a Ahmad aprofitant que Tamerlà havia retornat a Transoxiana (1404). Es va quedar amb Qara Yússuf i amb les forces combinades del governador i l'emir turcman, van marxar a Egipte; seguint els consells de Qara Yússuf, Shaykh va guanyar la primera batalla però a la segona fou derrotat quan van desertar els seus emirs, i va haver de retornar a Damasc només amb una petita tropa formada principalment pels turcmans de Qara Yússuf (1404).

## Hegemonia a l'Azerbaidjan sota Kara Yusuf
El 1405 Qara Yússuf va entrar altre cop als seus antics dominis i aprofitant la mort de Tamerlà i la rivalitat entre els seus nets Muhammad Umar de Mazanderan, i Abu Bakr de l'Azerbaidjan, Arran, Irak Arabí i Anatòlia oriental (que a més eren mals administradors) va poder recuperar el territori. Va rebre el suport de l'emir de Bidlis Shams al-Din que li va donar els aprovisionaments que li mancaven. L'emir Izz al-Din Shir de Van i Hakkari, lleial als timúrides fou derrotat igual que Doladay, governador de la fortalesa d'Awnik, i finalment Qara Yússuf va vèncer a Abu Bakr Mirza en una decisiva batalla a Nakhitxevan (15 d'octubre de 1406) i va dominar tota l'Anatòlia oriental (1406). Encara va obtenir una nova victòria final sobre Abu Bakr Mirza prop de Tabriz el 13 d'abril de 1408 ocupant llavors l'Azerbaidjan, Sultaniyya i Hamadan. El 1409 va ocupar Mardin a l'ortúquida al-Malik al-Salih. Una expedició enviada contra Qara Yússuf pel sultà timúrida Shah Rukh d'Herat va fracassar.
Mentre Ahmad ibn Uways el djalayàrida va poder recuperar Bagdad, Iraq i el Khuzistan. Però per gelosies Ahmad i Qara Yússuf es van enfrontar quan Qara Yússuf va dominar l'Azerbaidjan, al que també aspirava Ahmad; la batalla decisiva es va lliurar a Asad, prop de Tabriz, el 30 d'agost de 1410; Ahmad fou derrotat i capturat i Qara Yússuf el va fer executar; Erzindjan fou conquerida aquell mateix anys a Shaykh Hasan, fill de Mutahharten; després va entrar a l'Iraq on els antic dominis d'Ahmad ibn Uways foren progressivament units als de Qara Yússuf. Estant a Damasc, Ahmad i Qara Yússuf havien convingut en repartir-se l'imperi de Tamerlà a la mort d'aquest, i Iraq Arabí seria per Ahmad i l'Azerbaidjan per Qara Yússuf; Pir Budak, fill de Qara Yússuf nascut a Damasc, fou considerat fill adoptiu d'Ahamd. n.
Després de la seva victòria Qara Yússuf va entrar a l'Iraq on els antic dominis d'Ahmad ibn Uways foren progressivament units als de Qara Yússuf; la conquesta fou confiada a Shah Mehmed, fill de Qara Yússuf; tot seguit l'altra fill Pir Budak (fill adoptiu d'Ahamd ibn Uways) fou proclamat sultà a l'Azerbaidjan (1411). El 1412 els qara qoyunlu governaven Bagdad i això va inquietar a Shah Rukh el timúrida d'Herat que va encoratjar a Kara Yuluk Uthman (Kara Yülúk Uthman) l'emir dels Aq Qoyunlu establerts a Amida, Urfa i Kamakh, i al xirvanxah Shaykh Ibrahim, i altres senyors menors, a enfrontar-se als qara qoyunlu. El xirvanxah es va aliar al rei Constantí I de Geòrgia i a l'emir Arlat Sayyidi Ahmad de Shakki, però la coalició fou derrotada a la riba del Kur prop de l'Araxes (6 de desembre de 1411); Shaykh Ibrahim va ser alliberat pagant un rescat però Constantí va morir de les ferides a les poques hores.
Llavors va lluitar contra els aq qoyunlu i els va derrotar diverses vegades però mai decisivament (1412-1420). El 1420 Shah Rukh va iniciar la seva tercera campanya contra els qara qoyunlu; Qara Yússuf tot i que ja estava malalt, va abandonar Tabriz en llitera per marxar contra el timúrida però va morir el 13 de novembre de 1420. Shah Rukn va passar llavors a l'atac i va fer campanya (1420-1421) en territori qara qoyunlu aliat als aq qoyunlu.
Els dominis Aq Qoyunlu a Anatòlia oriental van quedar consolidats entre Erzindjan al nord i Mardin al sud, i només els aq qoyunlu de Kara Yülük Uthman (o simplement Kara Uthman) se li enfrontaven en aquesta zona; va lluitar contra aquests i els va derrotar diverses vegades però mai decisivament (1412-1420); en algun moment Kara Uthman va haver de fugir a territori mameluc però al cap de poc retornava per recuperar els seus dominis; Qara Yússuf va fer algunes incursions a territori mameluc perseguint a Kara Uthman el que va crear un estat d'hostilitat amb el sultanat egipci; el sultà al-Muayyad Sayf al-Din Tatar va donar suport en secret a l'emir aq qoyunlu per temor al poder de Qara Yússuf. El 1414 una expedició enviada per Shah Rukh contra Qara Yússuf va tornar a fracassar.
El desembre de 1418 en tornar d'una expedició a territori mameluc, Qara Yússuf va saber a Mardin la mort del seu jove fill Pir Budak, governador i sultà de l'Azerbaidjan, el que li va causar una gran pena. Mentre, el sultà mameluc preparava una expedició que es va aturar quan va saber que Shah Rukh havia reunit un exèrcit de 200.000 homes per iniciar una tercera campanya contra Qara Yússuf (inicis del 1420). Shah Rukn va exigir a Qara Yússuf retornar les ciutats de Sultaniyya i Qazwin i esdevenir el seu vassall, però Qara Yússuf va refusar i tot i que ja estava malalt, va abandonar Tabriz en llitera per marxar contra el timúrida amb un exèrcit format per només 50.000 homes. El seu estat va empitjorar quan va arribar a Udjan i va morir poc després el 13 de novembre de 1420. El seu imperi s'estenia de Xirvan al nord fins al sud de l'Iraq, i d'Erzindjan a l'oest fins a Qazwin a l'est. Qara Yússuf fou enterrat a Ardjish (la tomba no s'ha trobat). Shah Rukn va passar llavors a l'atac i va fer campanya (1420-1421) en territori qara qoyunlu, operant aliat als aq qoyunlu.

## Successió d'Iskandar
A la desorganització inicial que va seguir la mort de Qara Yússuf, va substituir molt aviat una recuperació sota Iskandar, el fill de Qara Yússuf que la primavera del 1421 va derrotar decisivament als aq qoyunlu que atacaven Mardin; l'exèrcit timúrida que en aquell moment estava acampat a l'Araxes, va començar a tenir por; els qara qoyunlu llavors van aixecar forces importants (entre 30.000 i 40.000 homes) per enfrontar a l'exèrcit timúrida a la plana d'Alashgird entre Erzurum i Agri (Aghri); per fer front a la utilització dels elefants pels timúrides, Iskandar va entrenar als seus cavalls a la lluita contra elefants amb imitacions d'aquests fetes d'argila. Shah Rukh preferia no passar la zona del llac Van i retornar a l'Azerbaidjan, però sota pressió de Kara Yülük Uthman (aq qoyunlu) i altres emirs locals, va haver de marxar contra Iskandar; la batalla d'Alashgird va durar tres dies (del 30 de juliol a l'1 d'agost de 1421) i encara que Shah Rukh va triomfar per la superioritat en homes i material, els qara qoyunlu van lluitar amb dignitat i van aguantar i finalment el timúrida va retornar al Gran Khorasan deixant l'Azerbaidjan al seu rival.
Del 1422 al 1424 Iskandar es va dedicar a castigar els emirs que no li havien estat lleials: el d'Hakkari i el de Bidlis, i va annexionar Van, Akhlat i Muş. El 1428 va fer campanya a Xirvan contra el xirvanxah Shah Khalil Allah, que era vassall de Shah Rukh, i va saquejar i devastar el seu territori.
El 1429 Iskandar va ocupar Sultaniyya, Zandjan, Qazwin i Abhar que formaven part dels dominis de Shah Rukh, i aquest va haver de fer una nova expedició a l'Azerbaidjan, i es va lliurar la batalla de Salmas (17 i 18 de setembre de 1429) i altra vegada la superioritat de Shah Rukh es va acabar imposant, però en una hàbil maniobra, i convençut que no podria eliminar els qara qoyunlu, va entregar l'Azerbaidjan com a vassall seu, a un germà del seu rival Iskandar, de nom Abu Said (el germà més jove), retornant a Herat el 1430. Immediatament Iskandar va eliminar el seu germà al que va executar (1432). Un altre germà, Shah Mehmed, que governava Bagdad, fou eliminat (1433) per un altre germà, Isfahan, que es va declarar vassall de Shah Rukh. I encara un altre germà, Djahan Shah, que governava els territoris de la vora del llac Van, es va revoltar (1433)i es va declarar igualment vassall de Shah Rukh.
Shah Rukh volia donar el govern de l'Azerbaidjan reconquerit a un dels seus fills (tenia l'hereu Ulug Beg i cinc fills més) però cap d'ells el va acceptar per por d'Iskandar, i finalment va retornar a Khorasan deixant l'Azerbaidjan al derrotat emir qara qoyunlu. Isfahan (Ispan), germà d'Iskandar, i general de l'ala esquerra de l'exèrcit d'Alashgird, es va apoderar de Tabriz però el seu germà el va obligar a sortir-ne ràpidament i retirar-se a la plana de Pasin al Gilan.
El seu germà Shah Mehmed, que d'ençà que havia adquirit Bagdad havia trencat de fet relacions amb la família, va ser atacat per un altre germà, Isfahan (Ispan), que governava els territoris al sud de l'Azerbaidjan i est de l'Iraq, i no acceptava l'alta sobirania d'Iskandar; Isfahan va envair l'Iraq Arabí i va derrotar Shah Mehmed; el jalayàrida de Bàssora, vassall d'aquest darrer, va morir en el setge d'Hilla el 1432 i els seus dominis del Baix Iraq van passar també a Esfahan, que finalment va entrar a Bagdad el 1433 declarant-se vassall de Shah Rukh.
Un altre germà, Djahan Shah, que governava els territoris de la vora del llac Van, davant l'hostilitat que li manifestava Iskandar, li va declarar la guerra (1433) i el 1433 o 1434 es va declarar vassall de Shah Rukh. Amb el vassallatge d'aquests prínceps Shah Rukh es va sentir fort i, a petició del xirvanxah, va marxar en expedició cap a l'Azerbaidjan (1434). Shah Rukh va cridar a Djahan Shah a Rayy, el va proclamar sultà suprem dels qara qoyunlu, i va envair territori d'Iskandar. Aquest davant l'enemic superior es va retirar cap a Erzerum, i pel camí es va trobar amb l'exèrcit de Kara Yülük Uthman Aq Qoyunlu al que va causar una greu derrota (agost/setembre de 1435) en la qual Kara Uthman va morir (el seu cap fou enviat per Iskandar al sultà mameluc Barsbay, 1422-1438); Iskandar es va retirar a territori otomà a l'espera de la retirada timúrida, i fou perseguit per l'exèrcit timúrida sense resultat; només abandonar el camp els timúrides va retornar i va recuperar els seus dominis. Els aq qoyunlu van entrar en un conflicte successori el que va facilitar la seva tasca.
Però el 1438 Iskandar va voler ocupar l'Azerbaidjan que havia passat a mans de Djahan Shah, i fou derrotat a la rodalia de Tabriz. Iskandar va fugir a la fortalesa inexpugnable d'Alindjak, on tenia a la família i tresors, i Djahan Shah el va assetjar; esperava ajut d'Egipte i Barsbay va enviar un exèrcit, però llavors va morir aquest sultà el 7 de juny de 1438, i l'exèrcit va saber la notícia quan era a Erzindjan i va retornar a Egipte; les esperances d'Iskandar es van esvair. Poc després Iskandar era assassinat pel seu propi fill Shah Kubad. Finalment Djahan Shah va conquerir la fortalesa i fou reconegut com a sultà arreu.

## Jahan Xah
Sota Djahan Shah el sultanat qara qoyunlu va arribar a la seva màxima extensió i poder. El 1446 va arrabassar Iraq a Fulad, fill d'Esfahan. A la mort del seu senyor nominal Shah Rukh (1447) es va fer independent dels timúrides i en els següents cinc anys es va apoderar de Sultaniyya i Qazwin, Rayy, Esfahan, Fars i Kirman, tot ciutats i territoris que pertanyien a l'imperi timúrida. El 1450, en una campanya contra els aq qoyunlu (ara dirigits per Djahangir), va conquerir bona part d'Armènia, i va assetjar a Djahangir a Amida. El cap aq qoyunlu es va rendir la primavera del 1452 i va reconèixer la sobirania de Djahanshah, però el germà de Djahangir, Uzun Hasan (Hasan el Llarg) ho va considerar una rendició, i va iniciar la guerra pel seu compte i a la tardor del mateix anys 1452 va entrar a Diyarbakir (Amida) en un atac sagnant aprofitant que Djahangir estava absent en una expedició militar al Kurdistan. Una vegada al poder a Diyarbakir va desconèixer la sobirania de Djahanshah dels kara koyunlu i va enviar les claus de la fortalesa al Caire com a símbol de vassallatge envers els mamelucs; el sultà li va enviar la investidura com a governador de Diyarbakir. Djahangir va provar de reconquerir la capital amb ajut de contingents enviats per Djahanshah, però no ho va aconseguir i fou finalment derrotat el 1457; llavors tots els grups aq qoyunlu van reconèixer a Uzun Hasan.
El 1458 Djahan Shah va fer una expedició al Khorasan i va entrar a Herat el 28 de juny de 1458 i la va conservar uns mesos però el novembre de 1458, a causa de dificultats d'abastiment, va decidir el seu abandonament i va signar un tractat d'amistat i fidelitat amb el timúrida Abu Said ibn Muḥammad ibn Miranshah ibn Timur pel qual aquest li confirmava la possessió de tots els dominis adquirits pels qara qoyunlu a Pèrsia; el timúrida va entrar llavors a Herat sense oposició evacuda per Djahan Shah. L'enemic principal era ara Uzun Hasan, contra el que va iniciar una campanya (1467) en la qual fou derrotat i mort. Mentre durava aquesta expedició es va revoltar el seu fill Hasan Ali, revolta que fou la causa principal del fracàs. Territorialment en aquest moment fou quan el domini qara qoyunlu fou més gran; Djahan Shah portava el títol d'emir, sultà, kan i kakhan. Administrativament i econòmicament el seu regnat també fou encertat i el desenvolupament fou notable, les ciències i la cultura foren estimulades; el mateix sobirà fou un poeta en turc i persa amb el pseudònim Kahkiki, i home de gran cultura i coneixements.

## Darrers anys
Quan va retornar va derrotar el seu fill Hasan Ali al qual va empresonar; assegurada la pau interna i amb els timúrides, l'enemic principal era ara Uzun Hasan; Djahan Shah va evitar inicialment la lluita per atendre a la revolta del seu fill Pir Budak a Bagdad (1463 o 1464); quan la revolta fou dominada i Pir Budak executat (1466), va iniciar la guerra contra Uzun Hasan (1467); ja proper l'hivern fou atacat al seu camp per Uzun Hasan i derrotat, i Djahanshah i el seu quart fill Muhammad van morir i el tercer fill Abu Yusuf fou capturat i cegat; el fill gran Farrukhzad havia mort feia anys i el segon Abu l-Kasim va morir el 1468. La successió la va recollir Hasan Ali, que estava a la presó i fou alliberat i proclamat sultà, però aquesta manca de lideratge va fer que a l'estiu del 1468 Uzun Hasan aconseguís dominar l'Azerbaidjan. Aprofitant el buit de poder que es va produir entre els qara qoyunlu, el 1468 els timúrides van voler recuperar l'Iran, i van atendre la crida de Hasan Ali que demanava el seu ajut contra els aq qoyunlu; Shah Rukh va avançar des del Gran Khorasan i va arribar fins a l'Iraq Adjemí, però mancats els timúrides de reforços van haver d'instal·lar quarters d'hivern a Karabagh per esperar l'arribada de tropes, i allí foren assetjats pels aq qoyunlu. Pel seu costat Hasan Ali fou derrotat decisivament per Uzun Hasan a Marand i es va haver de refugiar al campament timúrida. Abu Said fou fet presoner en un intent de sortida el gener del 1469 i executat al cap de poc. Hasan Ali va fugir llavors a Hamadan on es va suïcidar l'abril de 1469 quan va veure que no podia eludir la captura. El seu germà cec Abu Yusuf fou portat pels begs de la tribu baharlu al Fars on fou aclamat com a sultà, però va morir al cap de poc a mans d'Ughrurlu Mehmed, fill d'Uzun Hasan, que va conquistar els darrers territoris qara qoyunlu (Fars i Kirman). Uzun Hasan va establir la seva capital a Tabriz, antiga capital dels il-kans, els djalayàrides, i els kara koyunlu i per segona vegada va fer el gest d'enviar les claus de Tabriz i altres ciutats al sultà mameluc Kayt Bay (1468-1496) demanant confirmació de la sobirania, però utilitzant un llenguatge que clarament mostrava que es considerava un sobirà independent.
Es va produir un buit de poder i finalment el seu fill Hasan Ali, que estava a la presó, fou alliberat i proclamat sultà, però mentre Uzun Hasan aconseguís dominar l'Azerbaidjan (1468). Hasan Ali va demanar suport als timúrides que van enviar un exèrcit reduït. Hasan Ali fou derrotat decisivament per Uzun Hasan a Marand i es va haver de refugiar al campament timúrida a Karabagh, on Abu Said esperava els reforços des de Khorasan, però el sultà fou fet presoner en un intent de sortida el gener del 1469 i executat. Hasan Ali va fugir llavors a Hamadan on es va suïcidar l'abril de 1469 quan va veure que no podia eludir la captura. El seu germà cec Abu Yusuf fou portat pels begs dels baharlu a Fars on fou aclamat com a sultà, però va morir al cap de poc a mans d'Ughrurlu Mehmed, fill d'Uzun Hasan, que va conquistar els darrers territoris qara qoyunlu (Fars i Kirman). Uzun Hasan va establir la seva capital a Tabriz.

## Emirs, sultans i kans
- Bayram Khoja 1351-1380
- Kara Mehmed 1380-1389
- Pir Hasan Beg (usurpador) 1389-1391
- Misr Khodja 1389-1390
- Kara Yusuf Abu Nasr 1390-1400
- Tamerlà 1400-1405
- Abu Bakr Mirza 1405-1406 (a l'Azerbaidjan fins al 1408)
- Qara Yússuf Abu Nasr 1406-1420
- Shah Mehmed (de Bagdad) 1410-1433 (associat, vassall timúrida 1433)
- Pir Budaq (de l'Azerbaidjan) 1411-1418 (associat)
- Isfahan o Ispan (de Hamadan 1410-1433, de Bagdad 1433-1445 vassall timúrida 1433)
- Iskandar ibn Kara Yusuf 1420-1437 
  - Abu Said (a l'Azerbaidjan com a vassall timúrida) 1429-1432
  - Jahan Shah (Anatòlia oriental 1410-1434, Azerbaidjan 1434-1467, vassall timúrida 1433-1447) 1433-1438 (rebel)
- Jahan-Xah (1438-1467)
  - Fulad ibn Isfahan (de Bagdad 1445-1446)
- Hasan Ali 1467-1469
- Abu Yusuf (a Fars) 1469

## Genealogia
- Bayram Khoja 1351-1380
- Turemish
  - Kara Mehmed 1380-1389
    - Bayram (+1389)
    - Misr Khodja 1389-1390
    - Qara Yússuf 1390-1420
      - Shah Mehmed de Bagdad 1411-1433
      - Pir Budak de l'Azerbaidjan 1411-1418
      - Iskandar ibn Kara Yusuf 1420-1438
        - Shah Kubad (+1438)
        - Elvend (+1457)
        - Kasim
        - Esed
        - Mehmed
        - Rustem
        - Tarhan Malik
        - Huseyn Ali (+1468)
        - Yar Ali (+1449)

      - Ispan o Isfahan de Bagdad 1433-1445
        - Fulad de Bagdad 1445-1446

      - Jahan-Xah 1438-1467
        - Farrukhzad
        - Abu l-Kasim (+1468)
        - Abu Yusuf 1469
        - Muhammadi (+1467)
        - Pir Budak de Bagdad 1463-1466
        - Hasan Ali 1468-1469

      - Abu Said de l'Azerbaidjan 1429-1432

    - Yar Ali (+1403)
      - Zaynal
        - Shah Mansur de Bagdad 1467-1469
        - Bayram Beg (+1469)
        - Huseyn Ali de Bagdad (+1469)

    - Pir Ali
- Berdi Khodja